# Toninho Horta

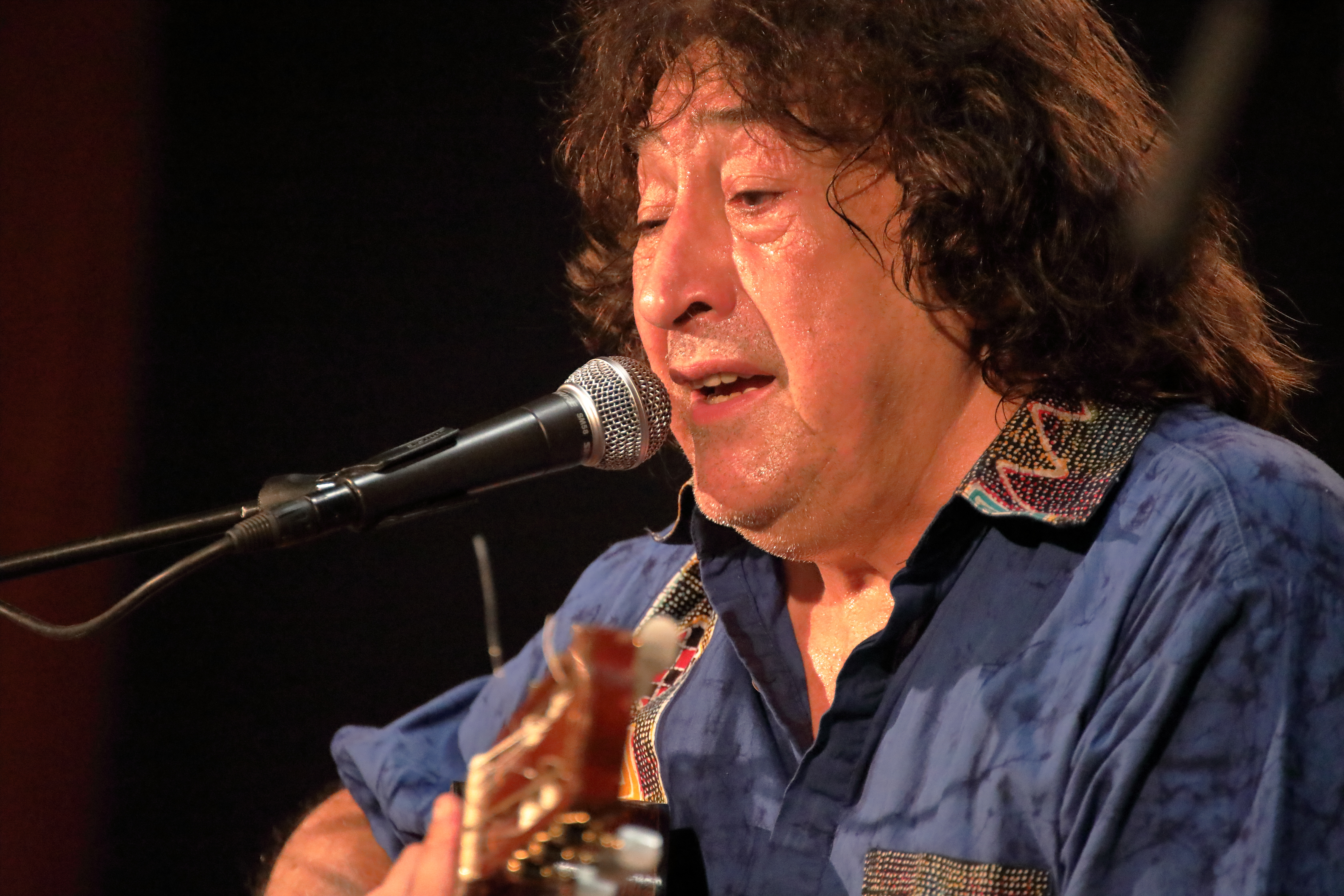
Toninho Horta auf dem INNtöne Jazzfestival 2019

Toninho Horta (* 2. Dezember 1948 in Belo Horizonte, Minas Gerais als Antônio Maurício Horta de Melo) ist ein brasilianischer Jazz-Gitarrist und Komponist, der auch im Bereich der Música Popular Brasileira hervorgetreten ist. Er entwickelte einen eigenen Stil der Harmonisierung und gilt „als feinsinniger Gitarrist, ausdrucksstarker Sänger und als einfallsreicher Komponist“, der einen „eleganten Bogen“ zwischen der Bossa Nova und dem Jazz geschlagen hat.

## Leben und Wirken
Horta, geboren im Ortsteil bairro Floresta, wuchs in Belo Horizonte auf, wo er Nivaldo Ornelas, Milton Nascimento, Wagner Tiso und weitere Musiker von Clube da Esquina kennenlernte. 1970 begleitete er Elis Regina und Tom Jobim in ihrer Show Tom & Elis in Rio. In den nächsten Jahren trat er als Begleiter von Milton Nascimento, Gal Costa, Nana Caymmi, Joyce, Edu Lobo, Maria Bethânia oder Dori Caymmi auf, um 1973 sein Debütalbum einzuspielen. 1976 arbeitete er mit Hermeto Pascoal (Viajando Com O Som (The Lost ’76 Vice-Versa Studio Session)); 1985 präsentierte er sich auf dem Free Jazz Festival in São Paulo mit Toots Thielemans und Bobby McFerrin. Horta zog 1992 in die USA und tourte in den nächsten Jahren mit Marisa Monte und Caetano Veloso in Europa. 1994 trat er mit Philip Catherine auf dem Martinique Guitarre Festival auf. 1995 tourte er in Japan mit Herbie Hancock, Pat Metheny und Keith Jarrett. Regelmäßig spielt Horta auch mit Ronnie Cuber; 2014 trat er gemeinsam mit Cuber mit der WDR Big Band Köln auf.
Hortas bekannteste Kompositionen sind Diana (mit Fernando Brant), O Céu De Brasília (mit Brant), Durango Kid (mit Brant), Dona Olímpia (mit Ronaldo Bastos), Beijo Partido, Manuel, O Audaz (mit Fernando Brant), sowie Pedra da Lua (auch als Moonstone) und Manuel o Audaz (oder Eternal Youth). Pat Metheny ist stark von Horta beeinflusst, der einer seiner Lehrer war.

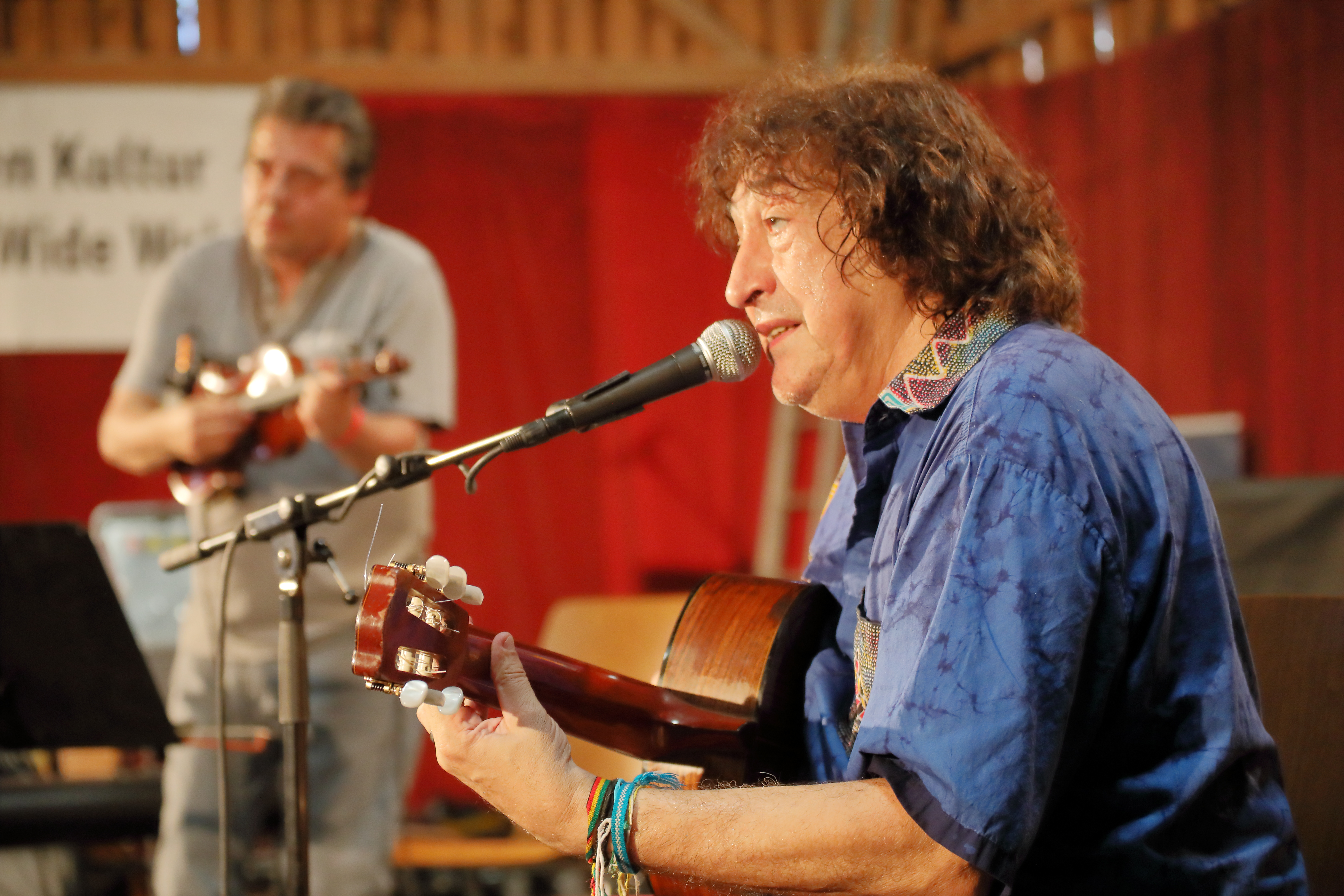
Toninho Horta (2019)

## Diskographische Hinweise
- Beto Guedes, Danilo Caymmi, Novelli e Toninho Horta (EMI-Odeon, 1973)
- Terra dos Pássaros (Independente, 1980)
- Toninho Horta (EMI-Odeon, 1980)
- Diamond Land (Polygram/Verve Forecast, 1988)
- Nelson Ayres, Márcio Montarroyos, Nivaldo Ornelas & Toninho Horta Concerto Planeta Terra (Independente, 1989)
- Toninho Horta & Flavio Venturini No Circo Voador (Dubas/WEA, 1989)
- Moonstone (Polygram/Verve Forecast, 1989)
- Once I Loved (Polygram/Verve Forecast, 1992)
- Durango Kid, Part I (Big World Music, 1993)
- Live in Moskow (B & W, 1994)
- Foot on the Road (Polydor K.K. Japan, 1994)
- Toninho Horta & Carlos Fernando (Dubas/Warner, 1994)
- Durango Kid 2 (Big World Music, 1995)
- Toninho Horta & Joyce (Shinsei-Do, 1995)
- Serenade (TruSpace/Aqui-Oh, 1997)
- From Ton to Tom (De Ton Para Tom) – A Tribute to Tom Jobim (Videoarts, 1998)
- Toninho Horta & Nicola Stilo Duets (Millesuoni/RCA, 1999)
- Toninho Horta, Juarez Moreira, Chiquito Braga Quadros Modernos (Independent, 2000)
- Com o Pé no Forró (Minas, 2004)
- Solo ao Vivo (Minas, 2007)
- Toninho in Vienna (PAO, 2007)
- Toninho Horta & Arismar do Espírito Santo Cape Horn (Porto das Canoas, 2007)
- Toninho Horta, Tom Lellis Tonight (Adventure, 2008)
- To Jobim with Love (Resonance Records, 2008)
- Harmonia e Vozes (Minas, 2010)
- Japan (Shinkansen Group) mit Jaques Morelenbaum, Liminha & Marco Suzano (Minas, 2010)
- Antonio Onorato & Toninho Horta From Napoli to Belo Horizonte (Sud Music, 2013)
- Stefano Silvestri & Toninho Horta No Horizonte de Napoli (Minas, 2014)
- Alaíde Costa e Toninho Horta Alegria é Guardada em Cofres, Catedrais (Minas, 2015)
- Toninho Horta, Juarez Moreira, Chiquito Braga, Luiz Salinas & Cristian Gálvez Cuerdas del Sur (Minas, 2018)
- Toninho Horta & Orquestra Fantasma Belo Horizonte (Think! Records, 2019)